# Reichssicherheitshauptamt
RSHA nebo také Reichssicherheitshauptamt (Hlavní říšský bezpečnostní úřad) byl založen 27. září 1939 říšským vůdcem SS (Reichsführer) Heinrichem Himmlerem, když sloučil tajnou státní policii (Geheime Staatspolizei), bezpečnostní službu (Sicherheitsdienst) a kriminální policii (Kriminalpolizei). Účelem organizace bylo bojovat proti všem politicky a „rasově nevhodným“ nepřátelům uvnitř i za hranicemi nacistického Německa, k nimž patřili židé, cikáni, komunisté i členové církví a tajných organizací jako např. svobodní zednáři. RSHA tudíž koordinoval aktivity mnoha státních složek se širokým polem působnosti a bezprostředně se podílel na zločinech nacistického režimu.
Prvním šéfem RSHA byl SS-Obergruppenführer Reinhard Heydrich, který vedl organizaci až do své smrti v roce 1942, kdy byl v Praze zlikvidován v rámci bojové akce provedené parašutisty z výsadku Anthropoid. Jeho místo zaujal SS-Obergruppenführer Ernst Kaltenbrunner, který zůstal v jejím čele až do konce války. Šéf RSHA dohlížel také na jednotky Einsatzgruppen, které následovaly invazní síly německé armády ve východních oblastech a prováděly masová zvěrstva na civilním obyvatelstvu. Celková zkratka šéfa RSHA byla CSSD – Chef der Sicherheitspolizei und des SD (Šéf bezpečnostní policie a bezpečnostní služby).

## Velitelé RSHA
- SS-Obergruppenführer Reinhard Heydrich (1939–1942)
- SS-Obergruppenführer Ernst Kaltenbrunner (1942–1945)

## Organizace
Organizace byla rozdělena na sedm úřadů (neboli Ämter).

### Úřad I (Amt I) – personál
- Velitelé
  - SS-Brigadeführer Dr. Werner Best (27. září, 1939 – 12. června, 1940)
  - SS-Brigadeführer Bruno Streckenbach (červen, 1940 – březen, 1943)
  - SS-Brigadeführer Erwin Schulz (březen, 1943 – listopad, 1943)
  - SS-Brigadeführer Erich Ehrlinger (listopad, 1943 – květen, 1945)

- Skupina I A (Gruppe I A): Osobní věci
  - referát 1: všeobecné osobní věci příslušníků bezpečnostní policie a SD
  - referát 2: osobní věci gestapa
  - referát 3: osobní věci kriminální policie
  - referát 4: osobní věci SD
  - referát 5: stranické a SS osobní věci
  - referát 6: kádrová péče

- Skupina I B (Gruppe I B): Dorost, výchova, výcvik
  - referát 1: politická a světonázorová výchova a výchova SS
  - referát 2: dorost
  - referát 3: výcvik, pokračovací výcvik a speciální školení
  - referát 4: tělesná výchova a výchova branná
  - referát 5: směrnice pro postupy, úřad pro zkoušky, správa fondu, registratura skupiny I B

### Úřad II (Amt II) – organizace, administrativa a právo
- Velitelé
  - SS-Brigadeführer Dr. Werner Best (vedl zároveň úřad I i II)
  - SS-Standartenführer Dr. Hans Nockemann (září, 1940 – červen, 1941)
  - SS-Oberführer Dr. Rudolf Siegert (červen, 1941 – 30. leden, 1942)
  - SS-Standartenführer Josef Spacil (30. leden, 1942 – 1. březen, 1944)

- Skupina II A (Gruppe II A): Rozpočet, služné, účetnictví
  - referát 1: rozpočet, bezpečnostní policie, devizy
  - referát 2: služné, cestovné bezpečnostní policie
  - referát 3: účtárna RSHA a správa budov
  - referát 4: rozpočet, služné a účtárna SD

- Skupina II B (Gruppe II B): Hospodářské věci, vězeňství, spojení k říšskému ministerstvu spravedlnosti
  - referát 1: umístění, pohonné látky, zabavený majetek
  - referát 2: ošacení, materiální potřeby služeben
  - referát 3: věci vězeňské
  - referát 4: věci týkající se justice

- Skupina II C (Gruppe II C): Technické záležitosti
  - referát 1: rozhlas, foto, film, kriminalistické technické zařízení
  - referát 2: telefon, dálnopis
  - referát 3: doprava
  - referát 4: zbraně
  - referát 5: zásobování

### Úřad III (Amt III) – vnitřní zpravodajská služba SS
- Velitelé
  - SS-Gruppenführer Otto Ohlendorf (září, 1939 – květen, 1945)

- Skupina III A (Gruppe III A): Výstavba Říše a právní řád
  - referát 1: všeobecné otázky práce na životních prostorech
  - referát 2: právní život
  - referát 3: ústava a správa
  - referát 4: všeobecný život lidu
  - referát 5: všeobecné otázky policejně správní (přidán k 1. říjnu, 1943)

- Skupina III B (Gruppe III B): Národní život
  - referát 1: národní práce
  - referát 2: menšiny
  - referát 3: záležitosti rásové a zdravotní
  - referát 4: přistěhování a přesídlení (k 1. říjnu, 1943 rozšířen a přejmenován na "Státní příslušnost a nabytí občanství")
  - referát 5: okupovaná území

- Skupina III C (Gruppe III C): Kultura
  - referát 1: věda
  - referát 2: kultura a náboženský život
  - referát 3: lidová kultura a umění
  - referát 4: literatura, rozhlas, tisk (k 1. říjnu, 1943 spadaly pod tento referát i záležitosti cenzurní)

- Skupina III D (Gruppe III D): Hospodářství
  - referát 1: výživa
  - referát 2: obchod, řemesla, doprava
  - referát 3: finanční hospodářství, měna, banky, bursa, pojišťovnictví
  - referát 4: průmysl, energetika
  - referát 5: pracovní a sociální záležitosti
  - referát Ost: Obsazená východní území (přidán k 1. říjnu, 1943)

### Úřad IV (Amt IV),Geheime Staatspolizei(gestapo) – pátrání a boj s nepřítelem
- Velitelé
  - SS-Gruppenführer Heinrich Müller (září, 1939 – květen, 1945)

- Skupina IV A (Gruppe IV A): Protivník, sabotáže, ochranná služba
  - referát 1: komunismus, marxismus a vedlejší organizace, válečné delikty, nepřátelská propaganda
  - referát 2: obrana proti sabotážím, boj proti sabotážím
  - referát 3: reakce, opozice, legitimismus, liberalismus, podvratná jednání, pokud nepřísluší pod skupinu IV A 1
  - referát 4: ochranná služba, hlášení atentátů, zvláštní úkoly, pátrací skupina

- Skupina IV B (Gruppe IV B): Politické církve, sekty, židé
  - referát 1: politický katolicismus
  - referát 2: politický protestantismus, sekty
  - referát 3: ostatní církve, svobodní zednáři
  - referát 4: židé, zabrání majetku nepřátel státu, odebrání německého státního občanství – šéfem této sekce byl SS-Obersturmbannführer Adolf Eichmann, jeden z hlavních strůjců holokaustu

- Skupina IV C (Gruppe IV C): osobní kartotéka, správa osobních spisů, ochranná vazba, tisk
  - referát 1: vyhodnocování, hlavní kartotéka, správa osobních spisů, kontrola cizinců
  - referát 2: věci ochranné vazby
  - referát 3: tisk, vydávání knih a publikací
  - referát 4: záležitosti NSDAP a jejich součástí, zvláštní případy

- Skupina IV D (Gruppe IV D): Území velkoněmeckého vlivu – zahraniční dělníci
  - referát 1: věci Protektorátu Čechy a Morava, Slovensko, Srbsko, Chorvatsko a ostatní území bývalého království Jugoslávie, Řecko
  - referát 2: Generální gouvernement (bývalé Polsko), Poláci v Říši
  - referát 3: státu nepřátelští cizinci, emigranti
  - referát 4: obsazená území Francie, Belgie, Holandska, Norska, Dánska
  - referát 5: obsazená východní území

- Skupina IV E (Gruppe IV E): Kontrarozvědka
  - referát 1: všeobecné záležitosti kontrarozvědky, podávání posudků ve věcech zemězrady a velezrady, pověřenci na závodech
  - referát 2: všeobecné hospodářské záležitosti, hospodářská spionáž
  - referát 3: kontrarozvědka Západ
  - referát 4: kontrarozvědka Sever
  - referát 5: kontrarozvědka Východ
  - referát 6: kontrarozvědka Jih

- Skupina IV F (Gruppe IV F): Pasy, cizinecká policie
  - referát 1: Pohraniční policie (Grenzpolizei)
  - referát 2: pasy
  - referát 3: průkazy a legitimace
  - referát 4: cizinecká policie a základní záležitosti týkající se hranic
  - referát 5: centrální kartotéka podobizen cizinců

### Úřad V (Amt V),Kriminalpolizei(Kripo) – boj proti zločinu
Jednalo se o kriminální policii, která se zabývala nepolitickými trestními činy, jako jsou např. únos, vražda nebo žhářství. První šéf SS-Gruppenführer Arthur Nebe byl odvolán z funkce poté, co se zjistilo, že se účastnil atentátu na Adolfa Hitlera ze 20. července 1944.
- Velitelé
  - SS-Gruppenführer Arthur Nebe (září, 1939 – 20. červenec, 1944)
  - SS-Gruppenführer Dr. Friedrich Panziger (20. červenec, 1944 – květen, 1945)

- Skupina V A (Gruppe V A): kriminální politika, předcházení zločinnosti
  - referát 1: právní otázky, mezinárodní spolupráce a kriminální výzkum
  - referát 2: předcházení zločinu
  - referát 3: ženská kriminální policie
  - referát 4: policejní rejstřík

- Skupina V B (Gruppe V B): Nasazení
  - referát 1: zločiny hrdelní (násilné)
  - referát 2: podvody
  - referát 3: zločiny proti mravnosti

- Skupina V C (Gruppe V C): Pátrání, služební psi
  - referát 1: pátrací centrála
  - referát 2: pátrací prostředky
  - referát 3: služební psi, kriminálně policejní osobní spisy

- Skupina V D (Gruppe V D): Kriminálně technický Institut bezpečnostní policie
  - referát 1:
    - a – identifikace stop
    - b – identifikace osob

  - referát 2: zkoumání chemická a biologicko-přírodovědní
  - referát 3: zkoumání písemností
  - referát 4: technické dílny, kriminálně biologický Institut bezpečnostní policie, kriminálně medicínský Institut bezpečnostní policie

### Úřad VI (Amt VI),Ausland-SD– zahraniční zpravodajská služba SS
(struktura tohoto úřadu je z roku 1939)
- Velitelé
  - SS-Brigadeführer Dr. Heinz Jost (1939 – 22. červen, 1941)
  - SS-Brigadeführer Walter Schellenberg (22. červen, 1941 – květen, 1945)

- Skupina A (Gruppe A): Obecné úkoly
  - Pověřenec
    - I Západ
    - II Sever
    - III Východ
    - IV Jih
    - V Střed

  - Oddělení
    - 1) všeobecná organizace zpravodajské služby
    - 2) správa zpravodajské služby
    - 3) řízení důvěrníků v cizině
    - 4) spolupráce se státními a politickými orgány
    - 5) spolupráce s hospodářskými orgány
    - 6) radiové pozorování
    - 7) sledování tisku v cizině
    - 8) zpravodajská škola

- Skupina B (Gruppe B): předávání zpráv a technické nasazení v cizině

- Skupina C (Gruppe C): Východ
  - Oddělení
    - 1) Rusko
    - 2) okrajové státy
    - 3) daleký východ

- Skupina D (Gruppe D): Jihovýchod
  - Oddělení
    - 1) Maďarsko, Slovensko
    - 2) Jugoslávie
    - 3) Rumunsko
    - 4) Bulharsko, Řecko
    - 5) Turecko, Přední Asie

- Skupina E (Gruppe E): Jih
  - Oddělení
    - 1) Itálie
    - 2) Španělsko, Portugalsko
    - 3) Střední a Jižní Amerika

- Skupina F (Gruppe F): Západ
  - Oddělení
    - 1) Francie, Lucembursko
    - 2) Belgie, Holandsko
    - 3) Švýcarsko, Lichtenštejnsko

- Skupina G (Gruppe G): Severozápad
  - Oddělení
    - 1) Anglie, Imperium
    - 2) USA
    - 3) Sever

- Skupina H (Gruppe H): Zjišťování světového názoru protivníka v cizině
  - Oddělení
    - 1) Svobodní zednáři
    - 2) židovstvo
    - 3) církve
    - 4) komunismus, marxismus
    - 5) liberalismus, emigrace
    - 6) legitimismus

### Úřad VII (Amt VII) – světonázorový výzkum a hodnocení, zvláštní referát pro vědecké zkoumání organizačních otázek a publikování
Tento úřad byl odpovědný za „ideologické“ úkoly, za vznik antisemitské propagandy.
- Velitelé
  - SS-Brigadeführer Dr. Franz Six

- Skupina VII A (Gruppe VII A): materiální vybavení (knihovny, tisk, informace)
  - referát 1: knihovny
  - referát 2: podávání zpráv, překladatelská činnost, tiskový archiv
  - referát 3: informace

- Skupina VII B (Gruppe VII B): Hodnocení
  - referát 1: svobodní zednáři
  - referát 2: židé
  - referát 3: politické církve
  - referát 4: marxismus
  - referát 5: liberalismus
  - referát 6: ostatní skupiny protivníka (emigrace, separatismus, pacifismus, reakce atd.)

- Skupina VII C (Gruppe VII C): Archiv, muzeum zvláštní otázky
  - referát 1: archiv
  - referát 2: muzeum a výstavnictví
  - referát 3: zvláštní vědecké otázky

### Úřad VIII (Amt VIII) – zpravodajská služba
Tento úřad byl odpovědný za vedení zpravodajské služby. Vznikl v listopadu 1944 pod vedením SS-Standartenführer Richard Sansoni.
Amt IV (gestapo) a Amt V (Kripo) dohromady představovaly bezpečnostní policii (Sicherheitspolizei – Sipo). Bylo to právě Sipo, které nejvíce provádělo zátahy na Židy, Cikány a další nepřátele Říše a podílelo se na deportacích do koncentračních a vyhlazovacích táborů v okupovaném Polsku a na Ukrajině.
RSHA také dodávala bezpečnostní síly na místa, kde jich bylo zapotřebí, pod velením místních šéfů SS a policie.